# 美軍撤出阿富汗 (2020年—2021年)
美军撤出阿富汗是指在美國與塔利班達成《多哈協議》後，美军在2020年和2021年从阿富汗撤出全部部隊，同時结束自由哨兵行动和北约的堅定支持特派團，此期間塔利班推翻了聯軍扶持的阿富汗伊斯蘭共和國，撤軍於2021年8月30日正式完成，結束了美國在阿富汗近20年的軍事存在。

## 背景
美国和其盟友在九一一袭击事件後進駐阿富汗，由此引发的阿富汗戰爭成为美国最漫长的军事行动。2011年6月，時任美國總統奧巴馬曾表示計劃在2014年或之前終結持久自由行动，撤出阿富汗。

## 實施
2020年2月29日，美国和塔利班在卡塔尔首都多哈签署《为阿富汗带来和平的协议》，其中提到美國和北約要从阿富汗撤出所有正规軍，塔利班承诺阻止基地组织在塔利班控制的地区活动，以及塔利班与阿富汗政府之间會展開会谈。该协议得到了巴基斯坦、俄罗斯和中华人民共和国的支持，并得到联合国安理会的一致认可。
特朗普政府同意在2020年7月前将美軍人数从13,000人减少到8,600人，如果塔利班遵守承诺，美軍將在2021年5月1日前全面撤出阿富汗。拜登政府随后在2021年4月宣布，将遵守撤军約定。5月1日後美國會暫時在阿富汗留下最後的650名美军負責保卫美国驻阿富汗大使馆，并与土耳其军队一起保卫喀布尔机场。美國总统拜登于2021年7月8日宣布，阿富汗战争將于2021年8月31日正式落幕。

## 緊急撤出
8月份，由于塔利班攻势迅猛，拜登政府向喀布尔机场临时派遣3,000名军人协助撤离外交人员，但也表示不会改变撤军計劃。2021年8月30日，美国国防部宣布美国完成从阿富汗的撤军行动。同時阿富汗塔利班发言人穆贾希德在社交媒体上也承認當天晚上9点最后一批美军离开喀布尔。隨後塔利班接管喀布爾機場。

## 影響
2021年8月15日，喀布尔陷落后阿富汗伊斯兰共和国解体。

## 後續
2023年4月6日，白宫公开发布一份长為12页的对美国结束阿富汗战争政策和行动的总结，拜登政府認為自己在撤军行动中沒有责任，並表示撤軍混亂是受到了特朗普政府時期決策的严重限制。特朗普对此表示拜登政府在玩一种新的虚假信息游戏。